# Изабела Луен
Изабела Луен (познатија као Левина) (Бон, 1991) - је немачка певачица. Представљала је Немачку на Песми Евровизије 2017.

## Живор и каријера
Изабела је рођена у Бону 1. маја 1991. године, а одрасла је у Кемницу.Са девет година је почела да свира клавир.
Похађала је гимназију Др. Вилхем Андре, где је стекла диплому Међународне матуре. Након тога одлази у Лондон где похађа универзитет Кингс колеџ, смер- музички менаџмент. Тренутно ради на релацији Берлин-Лондон. У априлу 2017. је објавила свој први албум Unexpected.

## Песма Евровизије 2017.
2016, објављено је да се Левина нашла на листи од 33 извођаћа који ће се такмичити за представника Немачке на Песми Евровизије 2017. У јануару 2017, нашла се у топ 5 финалиста. Победила је према гласовима телевотинга. Током преноса уживо, певачица је извела 2 песме Wildfire и Perfect Life, од којих је публика требало да изгласа ону са којом ће се Изабела представити у Кијеву. Одлучено је да ће то бити песма Perfect Life. На Песми Евровизије је наступила директно у финалу јер је Немачка чланица скупине Big Five. Била је 25. од 26 песама са 6 поена.

## Дискографија
- Perfect Life (2017)
- The Current (2017)
- Wildfire (2017)
- Courage to Say Goodbye (2017)
- Stop Right There (2017)
- Nothing at All (2017)
- Echo (2017)
- Love Me All the Time (2017)
- Ordinary People (2017)